# Мордовець Йосип Лаврентійович
Йосип Лаврентійович Мордовець (18 квітня 1899, село Недайвода Катеринославської губернії, тепер Криворізького району Дніпропетровської області — 20 лютого 1976, місто Кишинів, тепер Молдова) — радянський діяч органів державної безпеки, міністр державної безпеки і голова КДБ Молдавської РСР, генерал-майор. Депутат Верховної ради Молдавської РСР. Депутат Верховної Ради СРСР 2—4-го скликань.

## Біографія
Народився в селянській родині. У 1912 році закінчив церковно-парафіяльну школу в рідному селі Недайвода.
З жовтня 1912 до жовтня 1918 року працював коногоном, відкатником, вибійником на Олександрівському руднику шахти № 4 Дніпровського повіту Катеринославської губернії.
З жовтня 1918 до лютого 1919 року — рядовий загону Савенка та Криворізького червоногвардійського полку.
З лютого 1919 до квітня 1923 року — рядовий окремого кавалерійського полку 14-ї армії РСЧА та берегової оборони Чорного моря.
У квітні 1923 року повернувся до рідного села, наймитував у заможних селян.
У жовтні 1924 — листопаді 1925 року — секретар сільради села Недайвода.
У листопаді 1925 — липні 1926 року — діловод виконавчого комітету Криворізької районної ради.
У липні 1926 — грудні 1927 року — голова Криворізького районного комітету Спілки радторгслужбовців.
У грудні 1927 — січні 1930 року — інформатор Криворізького районного комітету КП(б)У.
Член ВКП(б) з липня 1929 року.
В органах державної безпеки з січня 1930 року. У січні 1930 — червні 1931 року — уповноважений Долинського районного відділу ДПУ.
У червні — грудні 1931 року — начальник Долинського районного відділу ДПУ.
У грудні 1931 — липні 1935 року — начальник Магдалинівського районного відділу ДПУ (НКВС) Дніпропетровської області.
У липні 1935 — липні 1938 року — начальник Городоцького районного відділу НКВС Кам'янець-Подільського округу.
У липні — вересні 1938 року — начальник 2-го відділу УДБ Управління НКВС по Кам'янець-Подільській області.
У вересні 1938 — грудні 1939 року — помічник начальника Управління НКВС по Кам'янець-Подільській області.
У грудні 1939 — 7 серпня 1940 року — заступник начальника УНКВС по Кам'янець-Подільській області.
З січня по 22 квітня 1940 року — в.о. начальника УНКВС по Кам'янець-Подільській області.
7 серпня 1940 — березень 1941 року — заступник народного комісара внутрішніх справ Молдавської РСР.
У березні — липні 1941 року — заступник народного комісара державної безпеки Молдавської РСР.
Під час німецько-радянської війни з 25 липня 1941 до травня 1942 року — заступник начальника Особливого відділу НКВС Південного фронту. У травні — грудні 1942 року — заступник начальника Особливого відділу НКВС Північно-Кавказького фронту. 17 грудня 1942 — березень 1943 року — заступник начальника Особливого відділу Чорноморської групи військ Закавказького фронту. У квітні 1943 — лютому 1944 року — заступник начальника УКР СМЕРШ Закавказького фронту. 21 лютого — 31 липня 1944 року — заступник начальника УКР СМЕРШ 2-го Українського фронту.
31 липня 1944 — 16 березня 1953 року — народний комісар (з 1946 року — міністр) державної безпеки Молдавської РСР.
16 березня 1953 — 4 травня 1954 року — міністр внутрішніх справ Молдавської РСР.
6 травня 1954 — 30 березня 1955 року — голова КДБ при РМ Молдавської РСР.
З листопада 1955 до листопада 1956 року — начальник відділу кадрів Міністерства комунального господарства Молдавської РСР.
З листопада 1956 року — персональний пенсіонер у місті Кишиневі.
Помер 20 лютого 1976 року. Похований у Кишиневі на Центральному (Вірменському) цвинтарі.

## Звання
- молодший лейтенант державної безпеки (23.03.1936);
- лейтенант державної безпеки (23.08.1938);
- старший лейтенант державної безпеки (11.01.1940);
- капітан державної безпеки (28.04.1941);
- майор державної безпеки (1942);
- полковник державної безпеки (14.02.1943);
- комісар державної безпеки (9.03.1945);
- генерал-майор (9.07.1945).

## Нагороди
- два ордени Леніна (11.10.1949,);
- три ордени Червоного Прапора (27.03.1942; 12.05.1945; 24.08.1949);
- орден Вітчизняної війни І ст.;
- два ордени Червоної Зірки (3.11.1944,);
- орден «Знак Пошани» (26.04.1940);
- нагрудний знак «Почесний співробітник ВНК—ДПУ (XV)» (14.08.1938);
- 6 медалей.